# Liste der Auslandsvertretungen von Gabun

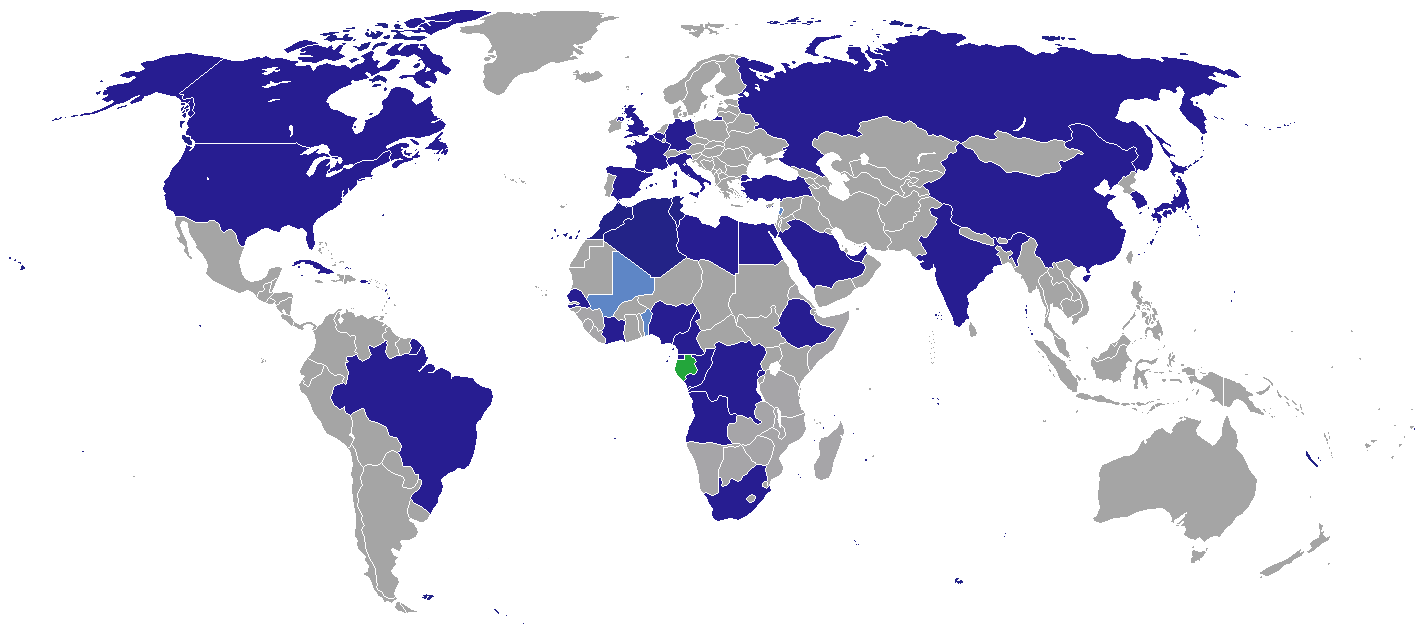
Standorte der diplomatischen Vertretungen von Gabun

Dies ist eine Liste der diplomatischen und konsularischen Vertretungen von Gabun.

## Diplomatische und konsularische Vertretungen

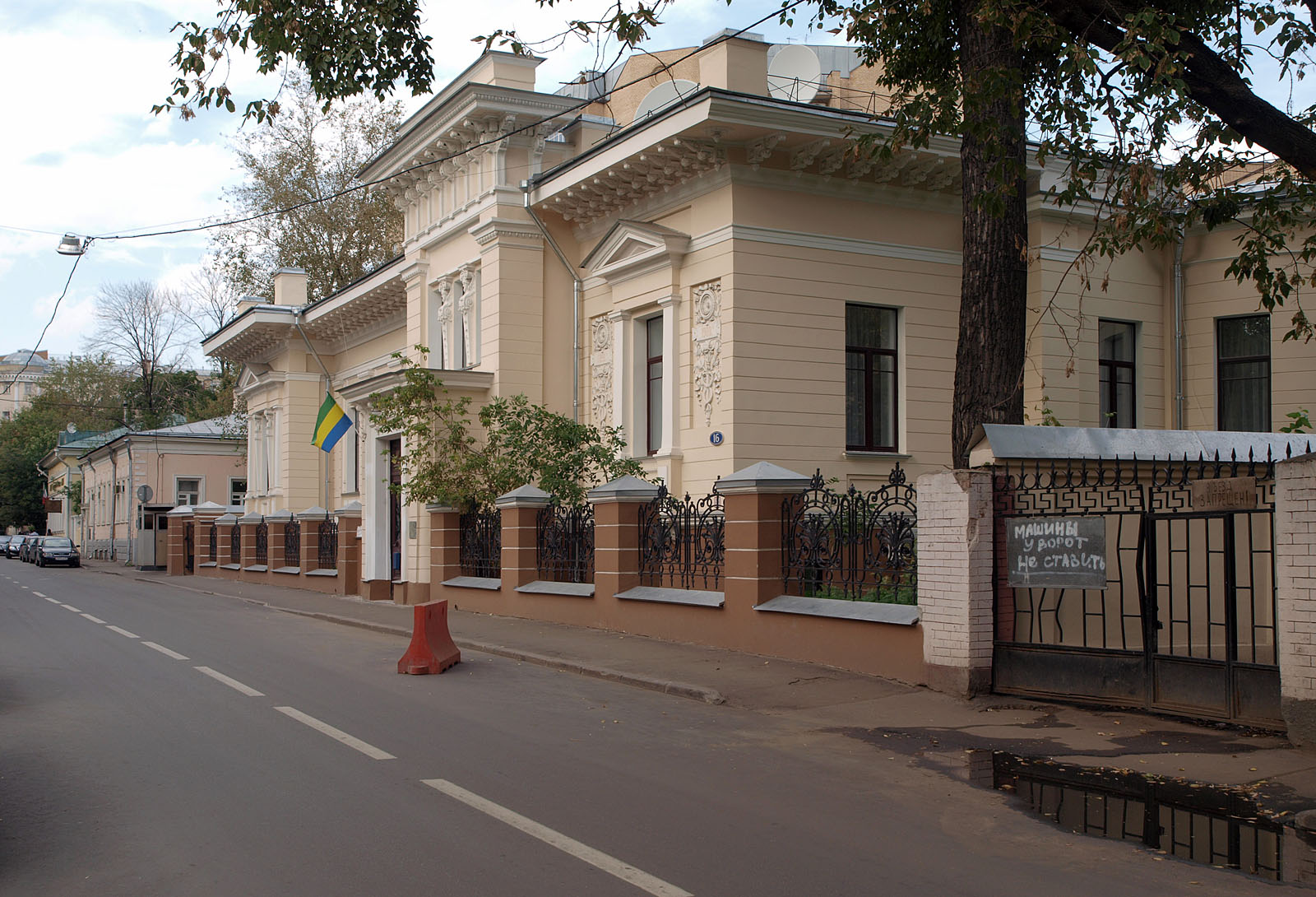
Gabunische Botschaft in Moskau

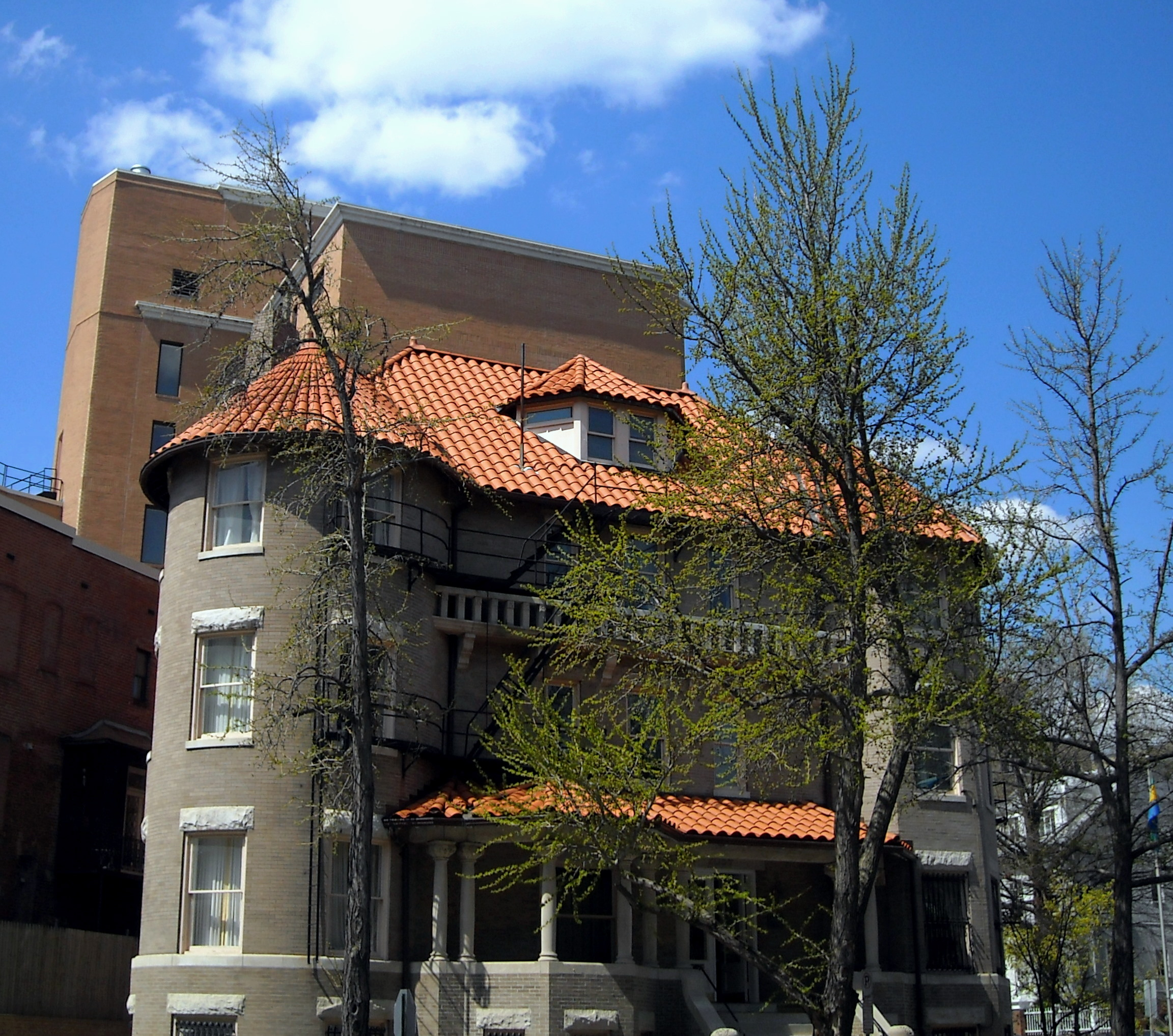
Gabunische Botschaft in Washington, D.C.

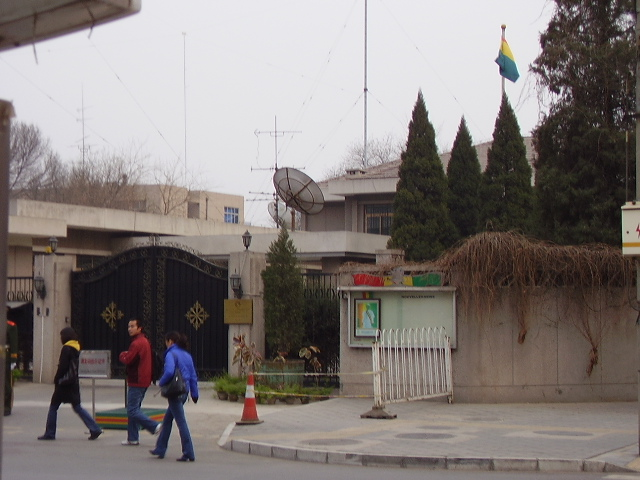
Gabunische Botschaft in Peking

### Afrika
| - Ägypten: Kairo, Botschaft - Algerien: Algier, Botschaft - Angola: Luanda, Botschaft - Äthiopien: Addis Abeba, Botschaft - Äquatorialguinea: Malabo, Botschaft - Äquatorialguinea: Bata, Generalkonsulat - Demokratische Republik Kongo: Kinshasa, Botschaft - Elfenbeinküste: Abidjan, Botschaft | - Kamerun: Jaunde, Botschaft - Kongo: Brazzaville, Botschaft - Marokko: Rabat, Botschaft - Nigeria: Abuja, Botschaft - São Tomé und Príncipe: São Tomé, Botschaft - Senegal: Dakar, Botschaft - Südafrika: Pretoria, Botschaft - Togo: Lomé, Botschaft |

### Amerika
| - Brasilien: Brasília, Botschaft - Kanada: Ottawa, Botschaft | - Vereinigte Staaten: Washington, D.C., Botschaft |

### Asien
| - Volksrepublik China: Peking, Botschaft - Indien: Neu-Delhi, Botschaft - Iran: Teheran, Botschaft | - Japan: Tokyo, Botschaft - Saudi-Arabien: Riad, Botschaft - Südkorea: Seoul, Botschaft |

### Europa
| - Belgien: Brüssel, Botschaft - Deutschland: Berlin, Botschaft - Frankreich: Paris, Botschaft - Italien: Rom, Botschaft | - Russland: Moskau, Botschaft - Spanien: Madrid, Botschaft - Vereinigtes Königreich: London, Botschaft |

## Vertretungen bei internationalen Organisationen
- Vereinte Nationen: New York, Ständige Delegation
- Vereinte Nationen: Genf, Ständige Mission
- AU: Addis Ababa, Ständige Mission
- Europäische Union: Brüssel, Mission
- UNESCO: Paris, Ständige Mission